# Mark Herman
Mark Herman (Bridlington, Yorkshire, 1954) é um roteirista e cineasta inglês.

## Filmografia
- See You at Wembley, Frankie Walsh (1987)
- Unusual Ground Floor Conversion (1987)
- Blame It on the Bellboy (1992)
- Brassed Off (1996)
- Little Voice (1998)
- Purely Belter (2000)
- Hope Springs (2003)
- The Boy in the Striped Pyjamas (2008)